# Hapalophragmium angylocalycis
Hapalophragmium angylocalycis är en svampart som beskrevs av Vienn.-Bourg. 1959. Hapalophragmium angylocalycis ingår i släktet Hapalophragmium,  och familjen Raveneliaceae.   Inga underarter finns listade.